# Suparna Airlines
Suparna Airlines Company Limited ist eine chinesische Frachtfluggesellschaft mit Sitz in Shanghai und Basis auf dem Flughafen Shanghai-Hongqiao. Sie ist eine Tochtergesellschaft der HNA Group.

## Geschichte
Suparna Airlines wurde am 15. Januar 2003 als Yangtze River Express gegründet.

## Flugziele
Suparna Airlines bietet nationale Frachtflüge innerhalb Chinas an. Des Weiteren werden täglich internationale Frachtflüge nach Nordamerika und Europa angeboten. Die einzigen Ziele im deutschsprachigen Raum sind derzeit Hahn und München.

## Flotte

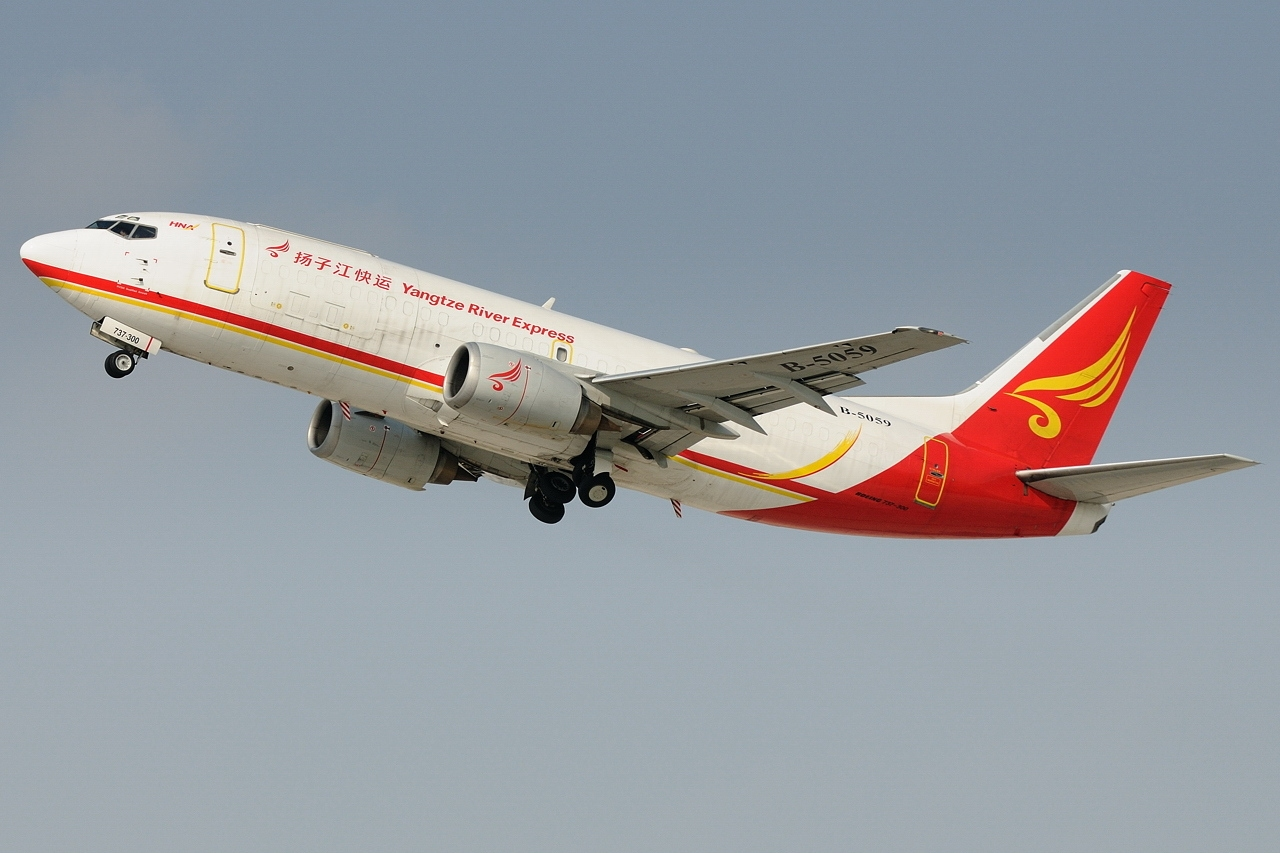
Boeing 737-300 der Yangtze River Express im alten Farbschema

### Aktuelle Flotte
Mit Stand Oktober 2023 besteht die Flotte der Suparna Airlines aus 13 Flugzeugen mit einem Durchschnittsalter von 13,1 Jahren:
| Flugzeugtyp        | Anzahl | bestellt | Anmerkungen               | Sitzplätze (Business/Eco)           | Durchschnittsalter |
| ------------------ | ------ | -------- | ------------------------- | ----------------------------------- | ------------------ |
| Boeing 737-800     | 10     |          | mit Winglets ausgestattet | 164 (8/156) 177 (–/177) 186 (–/186) | 9,6 Jahre          |
| Boeing 747-400BDSF | 02     |          |                           | Cargo                               | 24,8 Jahre         |
| Boeing 747-400ERF  | 01     |          |                           | Cargo                               | 24,8 Jahre         |
| Gesamt             | 13     |          |                           |                                     | 13,1 Jahre         |

### Ehemalige Flugzeugtypen
- Boeing 737-300SF
- Boeing 737-400SF
- Boeing 787-8
- Boeing 787-9